# Luigi Lazzaro

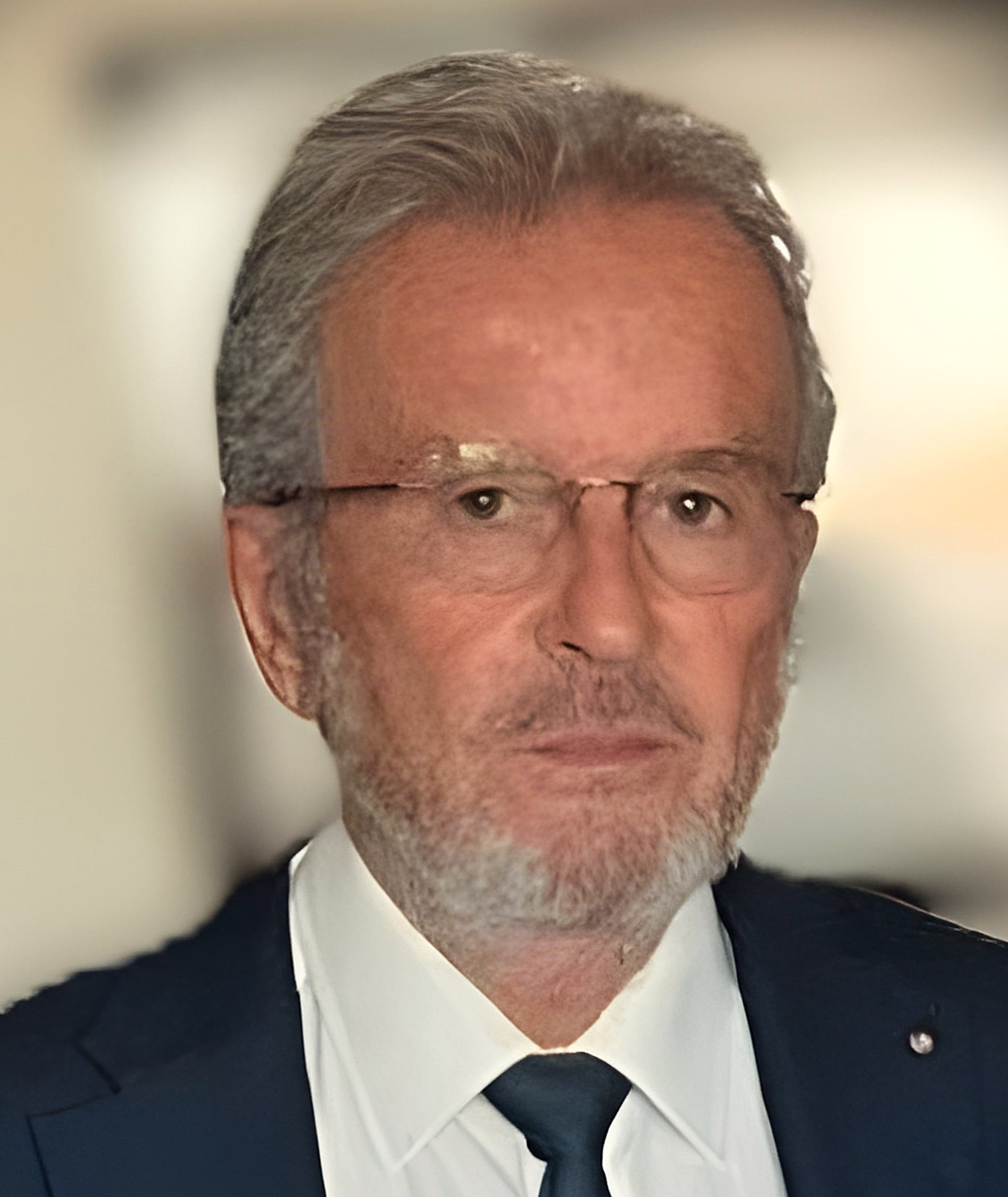
Luigi Lazzaro

Luigi Lazzaro (Vasto, 11 settembre 1945) è uno scrittore italiano.

## Biografia
Nato a Vasto nel 1945, all'età di otto anni si trasferisce a Pescara a seguito del padre bancario. Negli anni della scuola superiore collabora alla redazione del giornale scolastico La Palestra ed è membro della squadra sportiva dell'Istituto Commerciale Tito Acerbo.
Dopo la maturità si trasferisce a Torino dove si iscrive alla Facoltà di Economia e Commercio. Nel frattempo recita nella compagnia teatrale di Luigi Barbara che, insieme a Ennio Flaiano, fonderà in seguito la "Società del Teatro e della Musica Luigi Barbara". Nel novembre del 1967 si unisce al movimento studentesco torinese e partecipa all'occupazione di Palazzo Campana, uno dei momenti che daranno il via al movimento del Sessantotto italiano.
Dopo la laurea in Economia entra in Fiat SPA dove ricopre posizioni apicali a Torino, in Danimarca, Svezia, Norvegia e Gran Bretagna. Nel frattempo consegue il Master in Marketing Strategico presso la Cranfield School of Management nel Regno Unito. Dal 1996 al 2009 ricopre la carica di Socio Amministratore della Solaris Srl Molle Industriali. 
Nel 2013 scrive il racconto Gigolè che vince il premio letterario "Il Molinello". Nel corso dei due anni successivi, Gigolè diventa il romanzo Adelchi, che vince la XXXVI edizione del premio letterario Cava de' Tirreni. Successivamente pubblica altri quattro romanzi: Quel che resta del vento (2020), Michi Martello (2021), La Talpa il Turco e i Martiri (2021) e Storia di Aligi e Mila (2024).
Collabora con la rivista di letteratura e filosofia Quaerere

## Opere

### Romanzi
- La Vinaia, Leone Editore, 2017, ISBN 978-88-6393-375-8
- Adelchi, Leone Editore, 2018, ISBN 978-88-6393-490-8
- Quel che resta del vento, Il Seme Bianco Editore, 2020, ISBN 978-88-3361-227-0
- Michi Martello, Leone Editore, 2021, ISBN 978-88-9296-004-6
- La Talpa il Turco e i Martiri, 2021, ZeroUnoUndici Edizioni, ISBN 978-88-9370-497-7
- Storia di Aligi e Mila, 2024, Edizioni Progetto Cultura, ISBN 978-88-3356-573-6

### Raccolta di racconti
- Ventidue Vite, Edikit Editore, 2015, ISBN 978-88-98423-31-6

## Riconoscimenti
- Premio Letterario Il Molinello[13]
- Premio Letterario Write & Sing
- Premio Letterario Poggio dei Pini
- Premio In Terra Nostra Scripta Apparuerunt
- Premio Terre d'Aspromonte[14]
- XXXVI Premio Cava de' Tirreni[15][16]

Nel 2019 Luigi Lazzaro ha vinto la 36ª edizione del Premio Cava de' Tirreni con il romanzo Adelchi (Leone Editore), come riportato dal quotidiano Il Centro il 4 novembre 2019.
- Premio Biennale Giano Vetusto[18]
- Premio La Città sul Ponte[19]
- XL Premio Firenze - Segnalazione d'Onore[20]
- Premio Michelangelo Buonarroti [21]
- Premio Percorsi Letterari
- Premio Letterario Toscana
- Premio Letterario D'Annunzio[22][23]
- Premio Letterario Gruppo Scrittori Firenze[24]
- Premio Letterario Il Tettuccio[25]
- Premio Alda Merini[26]
- Premio Letterario A Vento e Sole[27]
- Premio Letterario Il Convivio[28]
- Premio Letterario Nazionale SET ART[29]
- XIV Premio Gabriele D'Annunzio[30]